# Cuzco
Cuzco vagy Cusco (ejtsd: [ˈkusko]) Peru délkeleti részén fekvő város, közel félmillió lakossal; Cusco megye székhelye.
3400 méter magasságban fekszik. Egykoron az Inka Birodalom fővárosa volt, lakóinak nagy része még ma is indián eredetű. Az idegenforgalom szempontjából fontos város; a sok műemlék miatt Amerika Rómájának is nevezik. 1983 óta az UNESCO világörökségének része. (→ Peru világörökségi helyszínei)
A környékén jelentős inka romok találhatók. A város egyben kiindulópont a világhírű Machu Picchu felé.

## Népesség
| 2007 | 348 935 |
| 2017 | 428 450 |

## Földrajz
Cuzco városa a Watanay-folyó völgyében fekszik 3400 méteres tengerszint feletti magasságban. Északon a Willkapampa-hegység 4-6000 méter magas hegycsúcsai határolják.

### Éghajlata
Cuzco éghajlata szubtrópusi hegyvidéki, két évszak különíthető el egymástól. A száraz, téli évszak áprilistól októberig tart és bőséges napsütés jellemzi, de éjszaka fagy is előfordulhat. Az esős, nyári évszak novembertől márciusig tart.
| Hónap                                                  | Jan. | Feb. | Már. | Ápr. | Máj. | Jún. | Júl. | Aug. | Szep. | Okt. | Nov. | Dec. | Év   |
| ------------------------------------------------------ | ---- | ---- | ---- | ---- | ---- | ---- | ---- | ---- | ----- | ---- | ---- | ---- | ---- |
| Rekord max. hőmérséklet (°C)                           | 27,8 | 27,2 | 26,1 | 26,1 | 28,9 | 25,0 | 25,0 | 25,0 | 27,2  | 28,9 | 27,8 | 30,0 | 30,0 |
| Átlagos max. hőmérséklet (°C)                          | 18,8 | 18,8 | 19,1 | 19,7 | 19,7 | 19,4 | 19,2 | 19,9 | 20,1  | 20,9 | 20,6 | 20,8 | 19,8 |
| Átlagos min. hőmérséklet (°C)                          | 6,6  | 6,6  | 6,3  | 5,1  | 2,7  | 0,5  | 0,2  | 1,7  | 4,0   | 5,5  | 6,0  | 6,5  | 4,3  |
| Rekord min. hőmérséklet (°C)                           | 1,1  | 2,2  | 1,7  | −3,9 | −4,4 | −5,0 | −8,9 | −5,0 | −1,1  | −1,1 | −1,1 | 0,0  | −8,9 |
| Átl. csapadékmennyiség (mm)                            | 145  | 133  | 107  | 43   | 8    | 2    | 4    | 8    | 21    | 39   | 72   | 122  | 704  |
| Havi napsütéses órák száma                             | 143  | 121  | 170  | 210  | 239  | 228  | 257  | 236  | 195   | 198  | 195  | 158  | 2350 |
| Forrás: World Meteorological Organisation, BBC Weather |      |      |      |      |      |      |      |      |       |      |      |      |      |

## Történelem

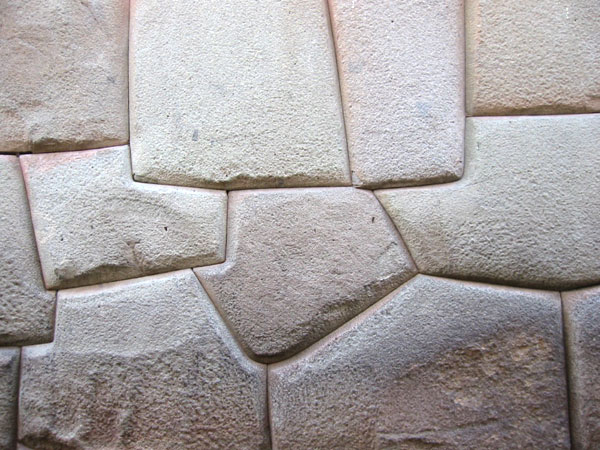
Habarcs nélküli inka falépítés

### Inka kor
Cuzco volt az Inka Birodalom vallási és politikai központja. Az első inka, Manco Cápac alapította. Házainak, piacainak és utcáinak számát tekintve akkora volt, mint a középkori Európa egyik nagyvárosa.
A puma volt a szent állatuk, és várost puma formájú alakzatnak tervezték. A város volt az állat teste, a Saqsaywaman erőd a feje. Egy felső- és egy régebbi alsóvárosból állt.
Feltehetően itt építették a Nap-templomot (Qorikancha), amely az inkák legjelentősebb szentélye volt és Intinek, a napistennek szentelték. 
A Nap-templom (Korikancsa)  az egyik legjelentősebb templom volt, amit az inkák építettek. Falait a mennyezettől a padlóig aranytáblák és aranylemezek borították, a keleti fal mellett a főoltáron pedig a nap óriási alakja volt, egyetlen vastag aranylemezből. Mellette voltak az inkák múmiái aranyozott trónokon, s a templom minden kapuja szintén aranyozott volt. A templom körül szintén aranyozott díszítésű zárdák és öt pavilon volt. A gyarmatosító spanyolok jelentései olyan gazdagságról számolnak be, amely "hihetetlenül mesés" volt. Amikor 1533-ban a spanyolok megkövetelték az inkáktól, hogy aranyban gyűjtsenek váltságdíjat vezetőjük, Atahualpa életéért, az arany nagy részét a templomból szedték össze.
A szertartásokat a város főterén, a Huacacapatán tartották, mert a templomba csak a papok és a legmagasabb rangú tisztviselők léphettek be.
A nép a kelet-nyugati irányban folyó két patak mentén, napon szárított téglából sok egyszerű házat emelt.
Virágkorában a városnak 200 000 lakosa is lehetett. A nagy ünnepeken és a vásárok alkalmával a maga korában ritkaságnak tekinthető szám csak növekedett.

### Újkor
1533 novemberében a spanyol Francisco Pizarro katonái elfoglalták és kifosztották a várost. A spanyolok sok inka épületet, templomot és palotát leromboltak. A megmaradt falakat a saját építményeik, egy új város építésének alapjául használták fel; ez a kőfalazat ma is látható.
A város jelentősége azután hanyatlott, miután Pizarro a fővárosát 1535-ben Limába helyezte át. A hegyvidéki, andoki régióban viszont ez a város maradt a spanyol gyarmatosítás és a katolikus kereszténység terjesztésének központja.
A spanyol gyarmatosítás évei alatt sok inka halt bele a himlőjárványba, mivel még nem szereztek immunitást az európai eredetű betegséggel szemben.
1650-ben hatalmas földrengés történt, amely nagy pusztítást okozott. Az ezt követő újjáépítési erőfeszítések a barokk építészet stílusában folytak. A munkát római katolikus papok és szerzetesek irányították vagy befolyásolták, és számos jelentős templomot és egyéb épületet emeltek az inka építmények helyére vagy azokra ráépítkezve.

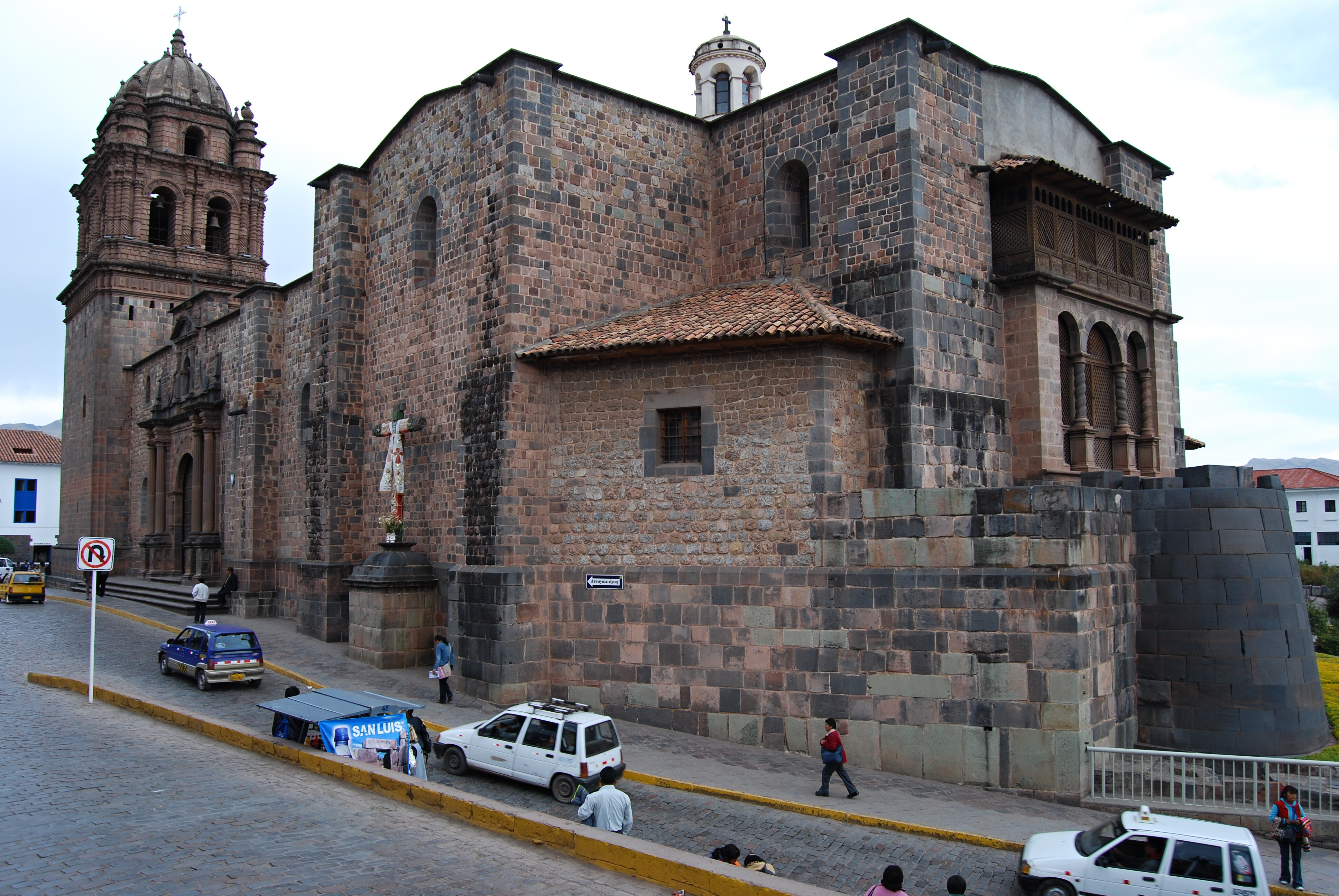
A Santo Domingo-templom, amely a lerombolt Qurikancha (inka Nap-templom) alapjaira épült

### Modern kor
1950 májusában egy újabb jelentős földrengés történt, amely az összes templomot és a házak csaknem 90 százalékát megrongálta.
A Santo Domingo-templom, amely a lenyűgöző Qurikancha (inka Nap-templom) alapjaira épült, az érintett épületek közé tartozott. Az inka építészet emlékei viszont ellenálltak a földrengésnek.
Az 1990-es évek óta a turizmus jelentősen növekedett. Cuzco a legfontosabb turisztikai város Peruban.

## Közlekedés

### Légi
Nemzetközi forgalmú repülőtere van, az Aeropuerto Alejandro Velasco Astete, amely a városközpont közelében fekszik.
2017-ben a perui elnök bejelentette egy új nemzetközi repülőtér építésének megkezdését, amely Cuzco városától 30 percre lesz. A becslések szerint az új repülőtér leghamarabb 2025-re készül el, amikor a Velasco Astete repülőteret bezárják.

## Galéria

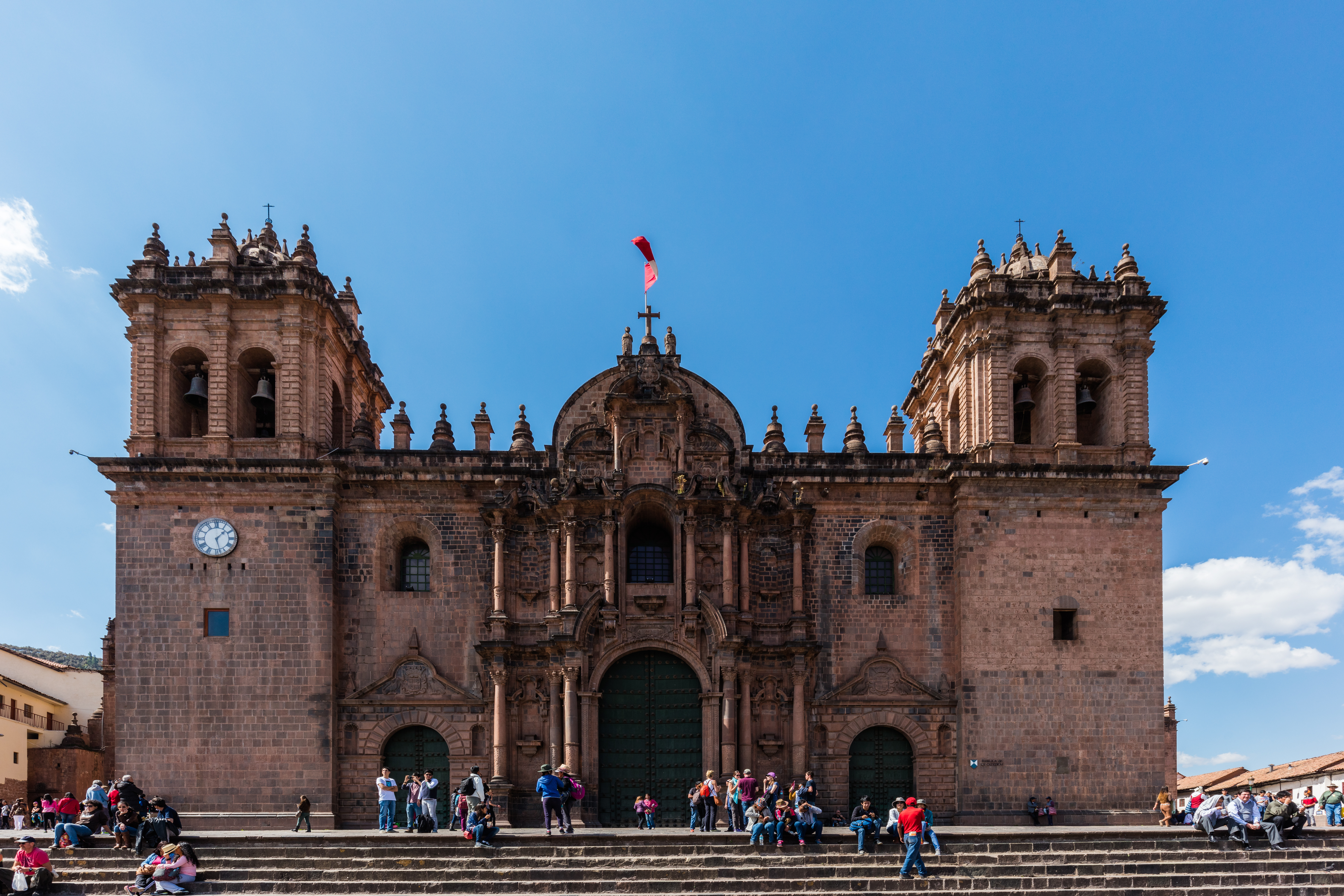
A katolikus székesegyház (1560-1654)
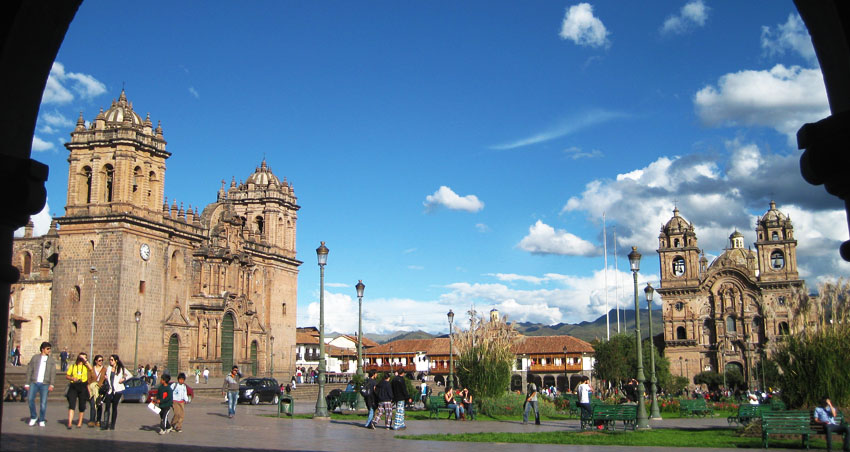
Cuzco központi tere
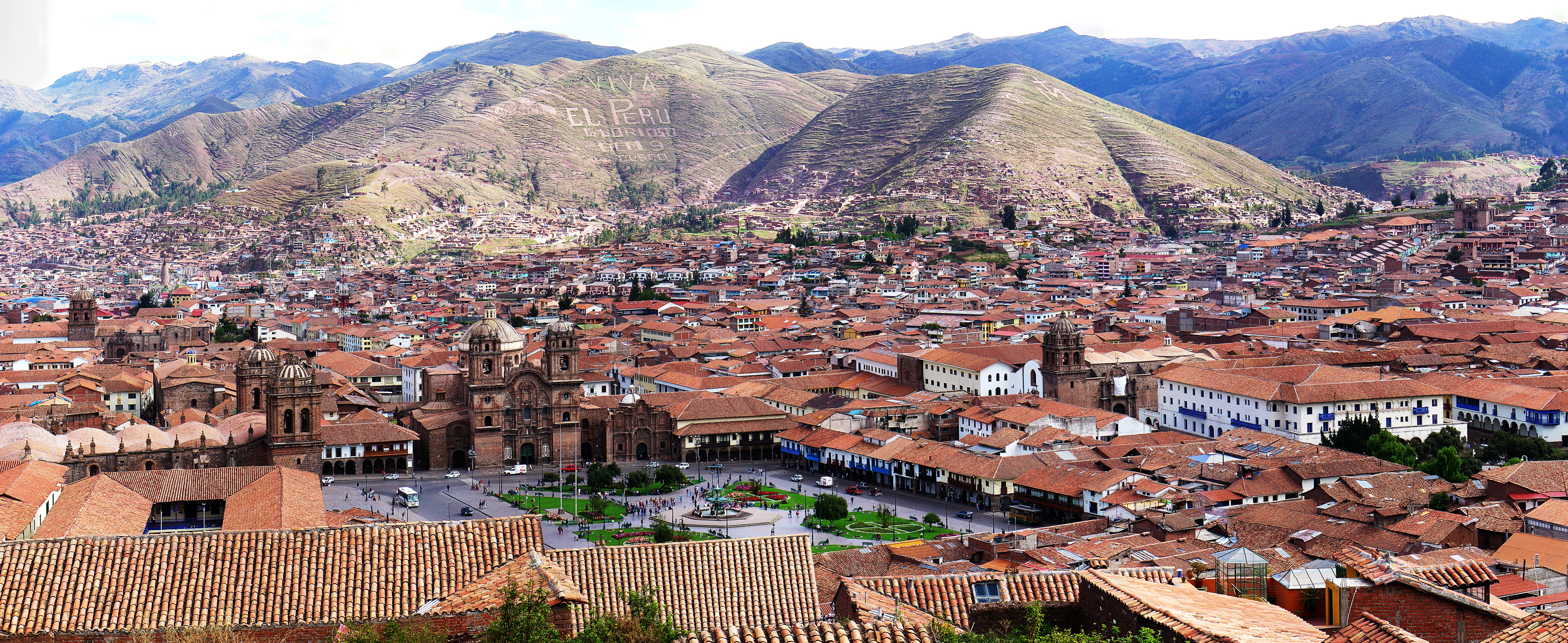
Középen a város főtere
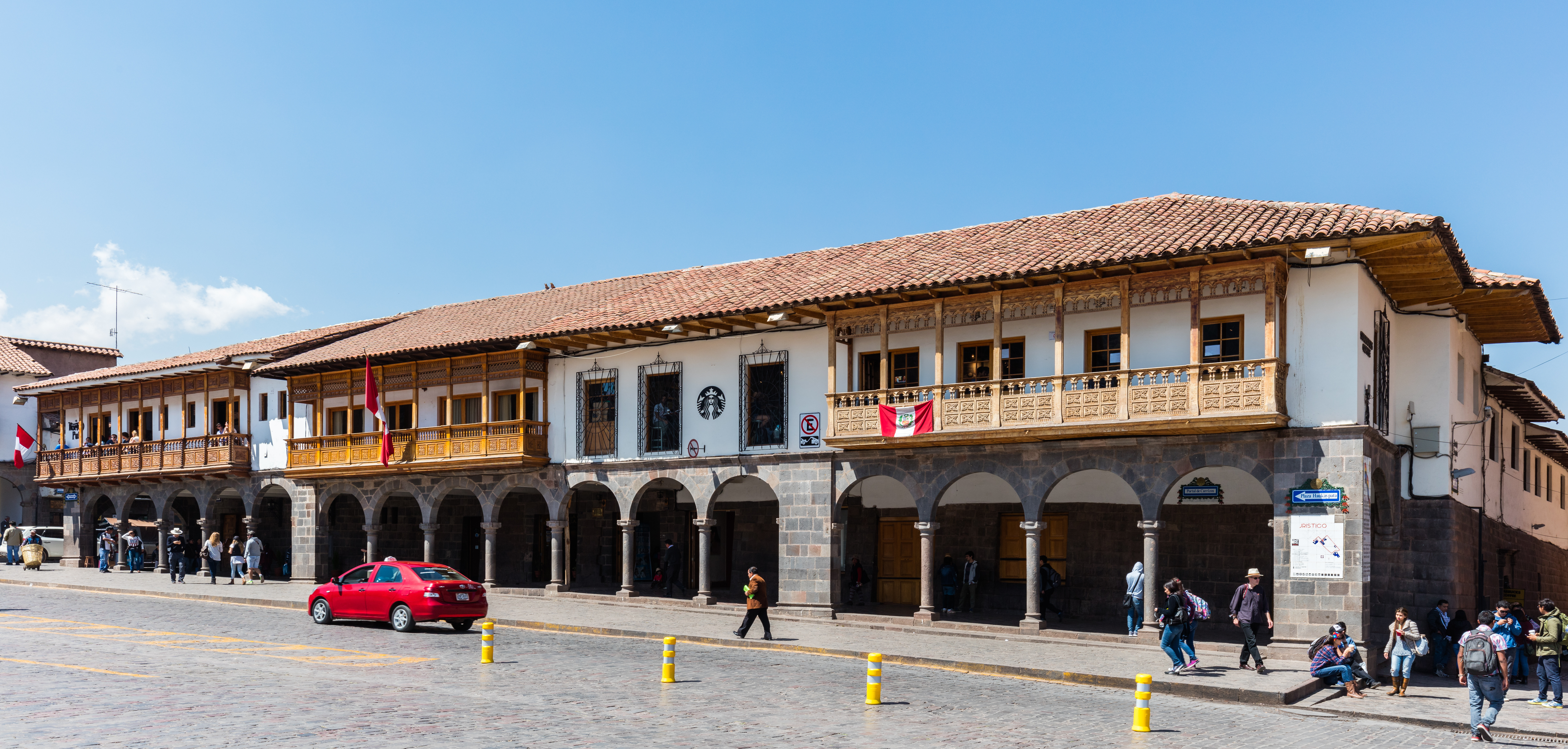
Belvárosi épület
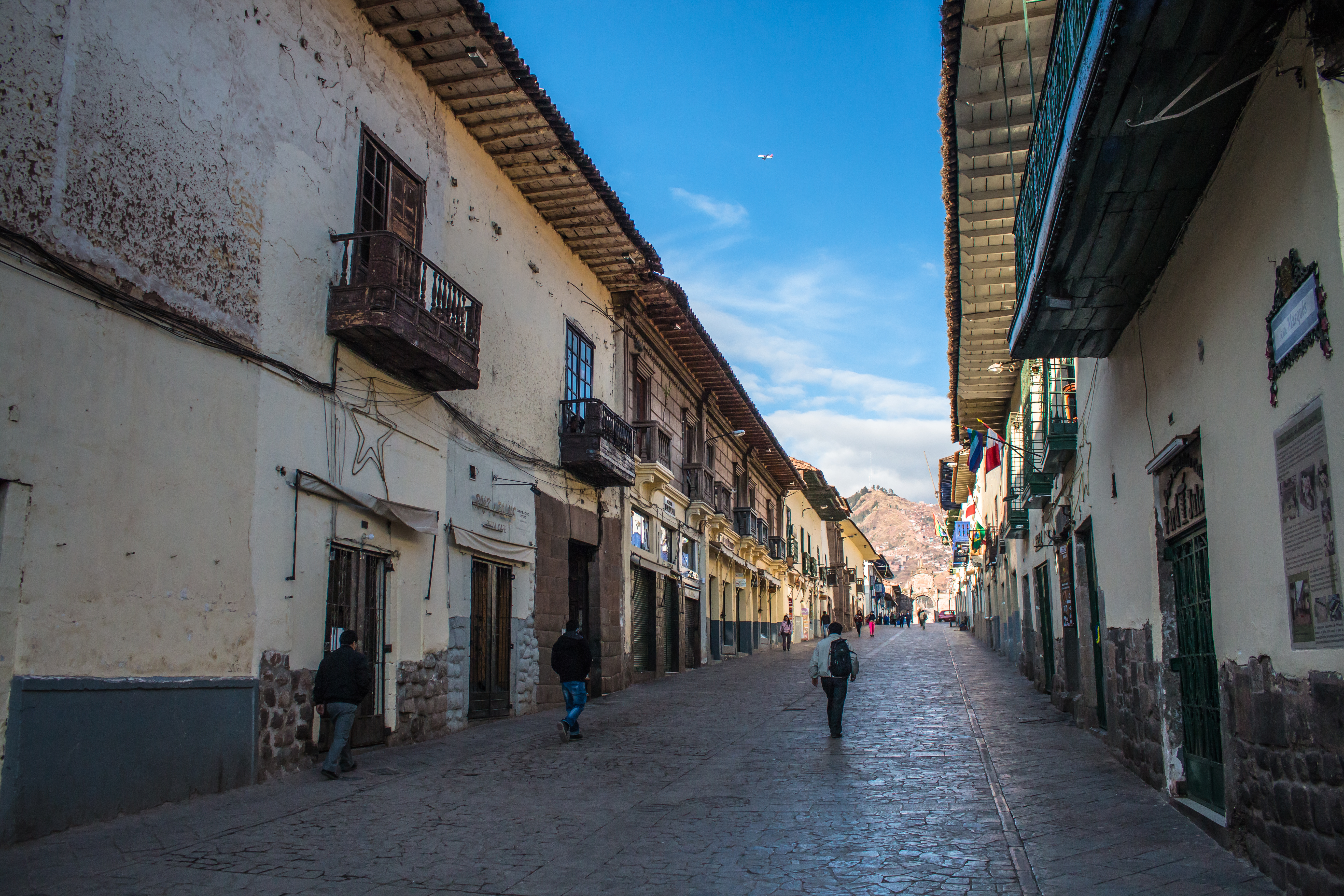
Régi utca a városközpontban
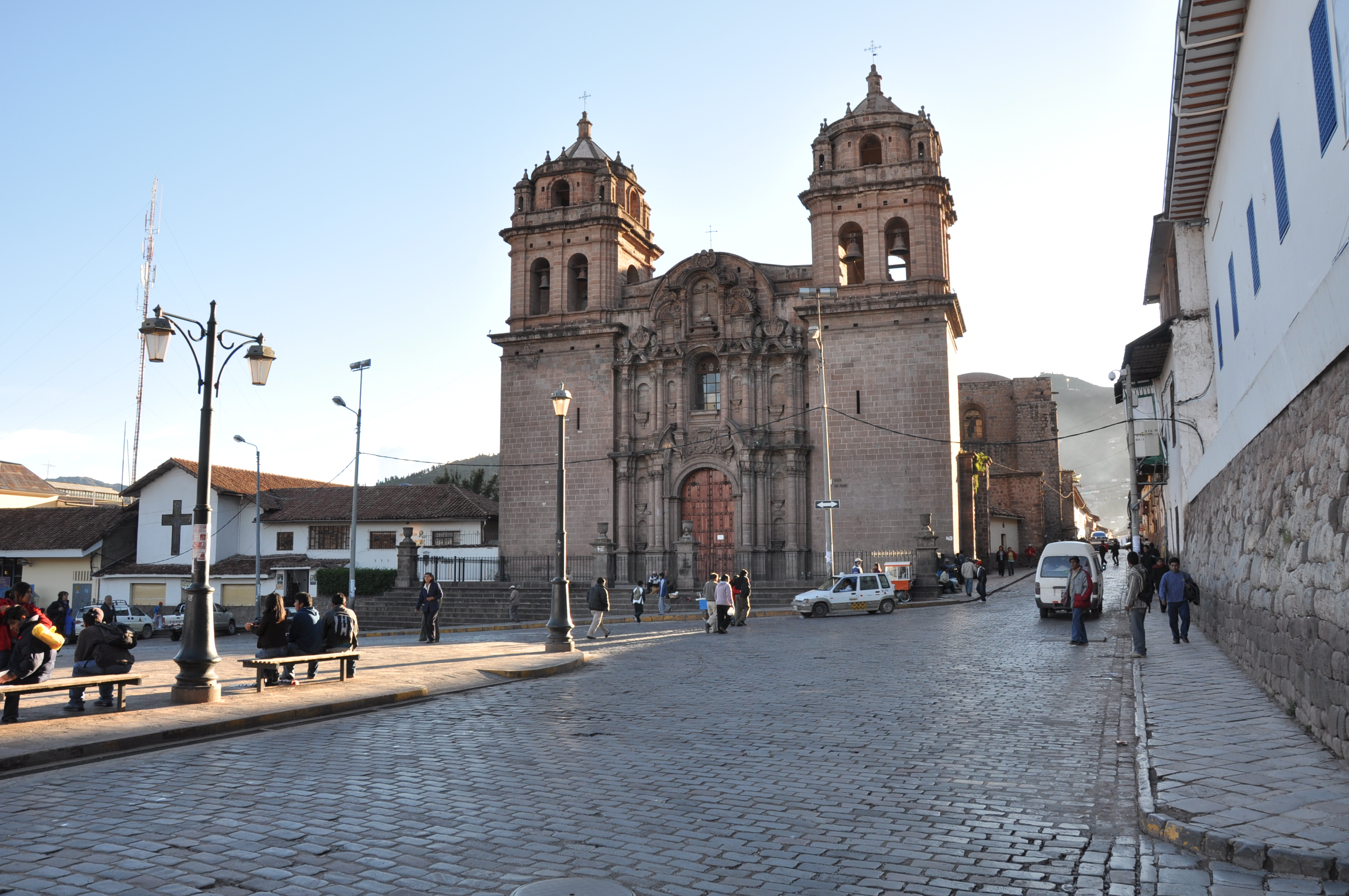
Szt. Péter-templom
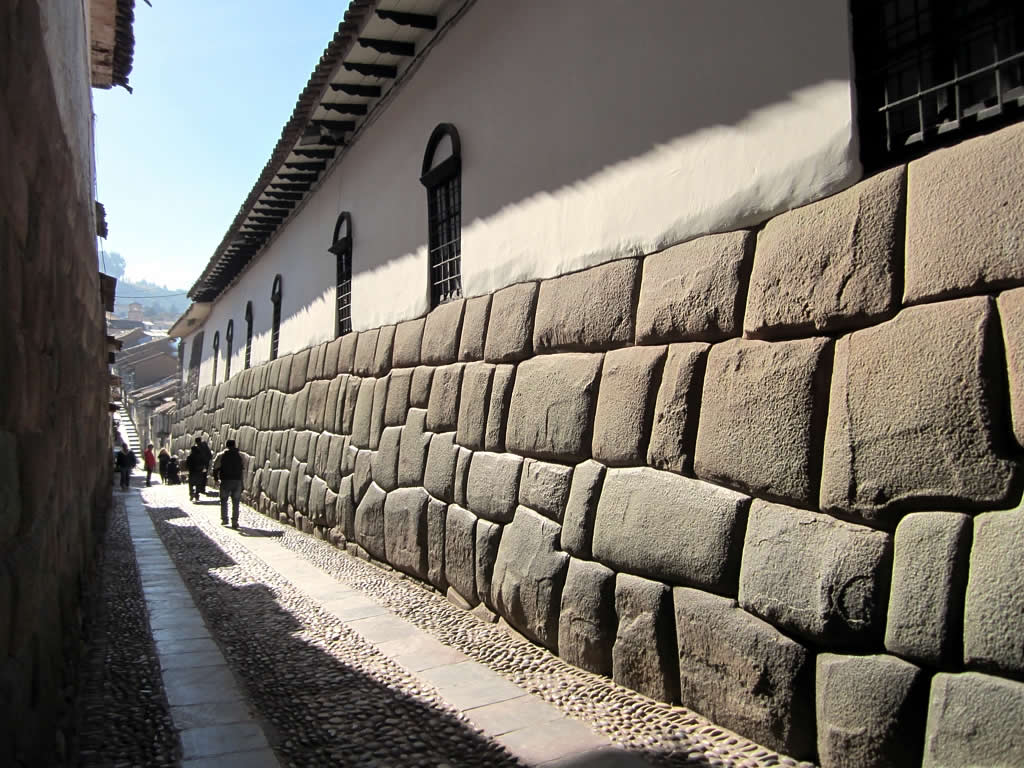
A gyarmati építmények közül sok az inka építményeket használta alapul
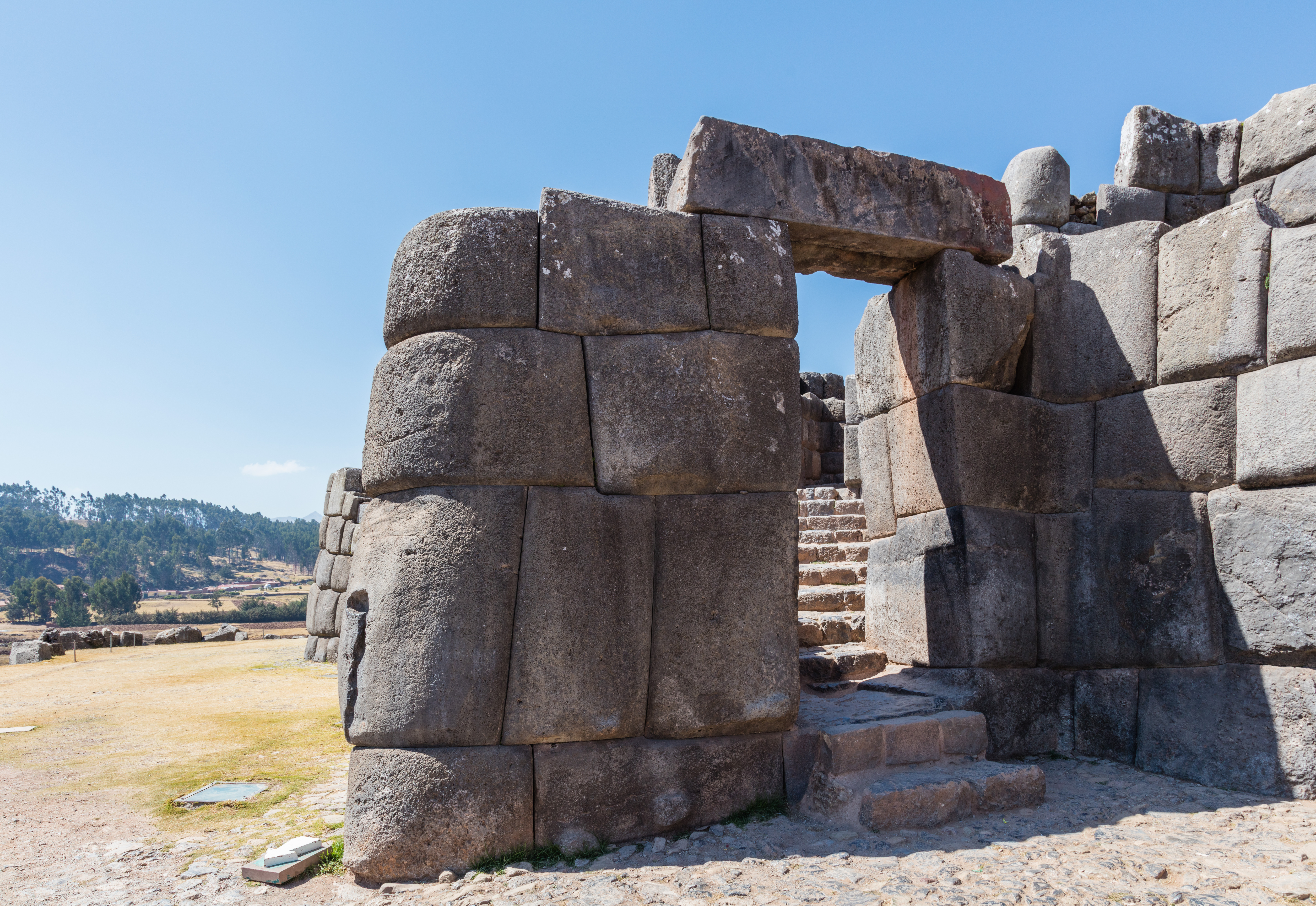
Sacsayhuamán romjai